# 사우스 애틀랜틱 리그
사우스 애틀란틱 리그(South Atlantic League)는 1980년 창설된 미국 사우스이스트지역에서 열리는 클래스 A 야구 리그이다. 총 14팀으로 이루어져 있으며 2개의 디비전으로 운영된다. 플레이오프를 통해 최종 우승팀을 가린다

## 팀
| 디비전 | 팀                        | MLB 팀                | 연고지                     | 홈구장                        |
| ------ | ------------------------- | --------------------- | -------------------------- | ----------------------------- |
| 노스   | 델마바 쇼어버즈           | 볼티모어 오리올스     | 솔즈베리, 메릴랜드         | 아서 W. 퍼듀 스타디움         |
| 노스   | 그린즈버러 그라스호퍼스   | 마이애미 말린스       | 그린즈버러, 노스캐롤라이나 | 뉴브리지 뱅크 파크            |
| 노스   | 헤이거스타운 선스         | 워싱턴 내셔널스       | 헤이거즈타운, 메릴랜드     | 뮤니시펄 스타디움             |
| 노스   | 히커리 크로우대즈         | 텍사스 레인저스       | 히커리, 노스캐롤라이나     | L.P. 프란스 스타디움          |
| 노스   | 카나폴리스 인티미데이터스 | 시카고 화이트삭스     | 카나폴리스, 노스캐롤라이나 | CMC-노스이스트 스타디움       |
| 노스   | 레이크우드 블루클라우즈   | 필라델피아 필리스     | 레이크우드, 뉴저지         | 퍼스트 에너지 파크            |
| 노스   | 웨스트 버지니아 파워      | 피츠버그 파이어리츠   | 찰스턴, 웨스트 버지니아    | 애팔래치아 파워 파크          |
| 사우스 | 애슈빌 투어리스츠         | 콜로라도 로키스       | 애슈빌, 노스캐롤라이나     | 맥코믹 필드                   |
| 사우스 | 오거스타 그린재키츠       | 샌프란시스코 자이언츠 | 오거스타, 조지아           | 레이크 옴스테드 스타디움      |
| 사우스 | 찰스턴 리버독스           | 뉴욕 양키스           | 찰스턴, 사우스 캐롤라이나  | 조셉 P. 라일리 주니어 파크    |
| 사우스 | 그린빌 드라이브           | 보스턴 레드삭스       | 그린빌, 사우스 캐롤라이나  | 플루어 필드 앳 더 웨스트 엔드 |
| 사우스 | 렉싱턴 레전스             | 캔자스시티 로열스     | 렉싱턴, 켄터키             | 휘테커 뱅크 볼파크            |
| 사우스 | 롬 브레이브스             | 애틀랜타 브레이브스   | 롬, 조지아                 | 스테이트 무튜얼 스타디움      |
| 사우스 | 서배너 샌드 네트          | 뉴욕 메츠             | 서배너, 조지아             | 그레이슨 스타디움             |